# Scraptiomima brachycornis
Scraptiomima brachycornis is een keversoort uit de familie bloemspartelkevers (Scraptiidae). De wetenschappelijke naam van de soort is voor het eerst geldig gepubliceerd in 1969 door Medvedev.